# Монастырь Ловница
Монастырь Ловница (серб. Манастир Ловница) или Ломница (серб. Манастир Ломница) в честь Святого Георгия  — женский монастырь Зворницко-Тузланской епархии Сербской православной церкви в общине Шековичи Республики Сербской Боснии и Герцеговины, в 2 км к северу от города Шековичи.

## История
Согласно народному преданию, монастырь является задужбиной короля Стефана Драгутина. Современная церковь была построена в 60-х или 70-х годах XVI века. Первое письменное упоминание датировано 6 ноября 1577/78 года. В 1578 году печским монахом Лонгином был сделан иконостас. Существует мнение, что в это время Ловница была подворьем Папрачи, а не самостоятельным монастырём.
В 1823 году церковь была покрыта новой черепичной крышей. В 1884 году перекрыта заново. Во время Второй мировой войны сгорели монастырское здание и крыша церкви, а вблизи монастыря действовал партизанский госпиталь.
В 1952 году началось восстановление монастыря и реставрация фресок и иконостаса. В марте 1979 года епископ Василий (Качавенда) перевёл сюда из монастыря Тавна трёх монахинь, возродивших монашескую жизнь в обители.
Монастырь с 2005 года входит в список национальных памятников Боснии и Герцеговины.